# Bruguiera
Bruguiera Savigny è un genere di piante della famiglia Rhizophoraceae, diffuso nelle aree costiere tropicali di Africa orientale, Asia e Oceania.

## Descrizione
Comprende specie arboree con fusto alto sino a 40 m, spesso con radici aeree.

Hanno foglie alterne, ovate o oblunghe, di colore verde, molto simili a quelle del genere Rhizophora da cui si distinguono per l'assenza di piccole macchie nere sulla pagina inferiore, che sono tipiche di quel genere.

I fiori hanno di solito un calice a forma di coppa, con petali sottili muniti all'apice di una "frangia". In base alle dimensioni si possono distinguere due gruppi: il primo (comprendente B. gymnorhiza, B. sexangula, B. exaristata e B. hainesii) è caratterizzato da fiori più grandi (2–4 cm), ricurvi, mentre il secondo (formato da B. cylindrica e B. parviflora), ha fiori più piccoli (1-1,5 cm).

## Biologia
Si riproducono prevalentemente per impollinazione incrociata. In base alle dimensioni del fiore (vedi sopra) si distinguono due modalità di impollinazione: nelle specie con fiori grandi e ricurvi, l'impollinazione è mediata da uccelli nettarivori, mentre le specie con fiori più piccoli ed eretti vengono impollinate da insetti. In alcune specie gli stami sono racchiusi in una sacca che letteralmente "esplode" al contatto con l'impollinatore, ricoprendolo di polline.
La riproduzione può avvenire anche per moltiplicazione vegetativa con l'emissione di propaguli che si sviluppano sulla pianta madre.

## Distribuzione e habitat
Le 6 specie del genere Bruguiera sono ampiamente distribuite nelle aree costiere dall'Africa orientale (Somalia, Kenya, Tanzania, Mozambico, Sudafrica, Maldive, Mauritius e Seychelles), all'Asia meridionale (India, Sri Lanka, Indocina, Cina meridionale e Filippine) sino all'Australia settentrionale, alla Nuova Guinea e a numerose isole dell'oceano Pacifico occidentale. Alcune specie sono state introdotte dall'uomo nelle isole Hawaii..
Tollerano un alto grado di salinità dell'acqua e pertanto si ritrovano nelle mangrovie e nelle foreste costiere.

## Tassonomia
Il genere comprende le seguenti specie:
- Bruguiera cylindrica (L.) Blume, 1827
- Bruguiera × dungarra N.C.Duke & Hidet.Kudo
- Bruguiera exaristata Ding Hou, 1957
- Bruguiera gymnorrhiza (L.) Lam.
- Bruguiera × hainesii C.G.Rogers, 1919
- Bruguiera parviflora (Roxb.) Wight & Arn. ex Griffith, 1836
- Bruguiera × rhynchopetala (W.C.Ko) N.C.Duke & X.J.Ge
- Bruguiera sexangula (Lour.) Poir., 1958